# Demi Tran
Demi Tran ((vietnamesisch: Demi Trần); * 26. November 2000) ist eine niederländisch-vietnamesische Tennisspielerin und die jüngere Schwester von Lian Tran, die ebenfalls professionell Tennis spielt.

## Karriere
Tran spielt hauptsächlich auf Turnieren der ITF Women’s World Tennis Tour, wo sie bislang zwei Doppeltitel gewann.
2023 gewann Demi Tran die nationalen vietnamesischen Meisterschaften im Dameneinzel in Ho-Chi-Minh-Stadt.

## Turniersiege

### Doppel
| Nr. | Datum              | Turnier    | Kategorie | Belag | Partnerin        | Finalgegnerinnen                | Ergebnis          |
| --- | ------------------ | ---------- | --------- | ----- | ---------------- | ------------------------------- | ----------------- |
| 1.  | 25. September 2021 | Kairo      | ITF W15   | Sand  | Jasmijn Gimbrère | Minami Akiyama Lisa-Marie Rioux | 3:6, 6:4, [13:11] |
| 2.  | 29. Juli 2023      | Casablanca | ITF W15   | Sand  | Merel Hoedt      | Manal Ennaciri Salma Loudili    | 3:6, 6:2, [10:4]  |